# خاندان هوجو (شاخه کانه‌ساوا)

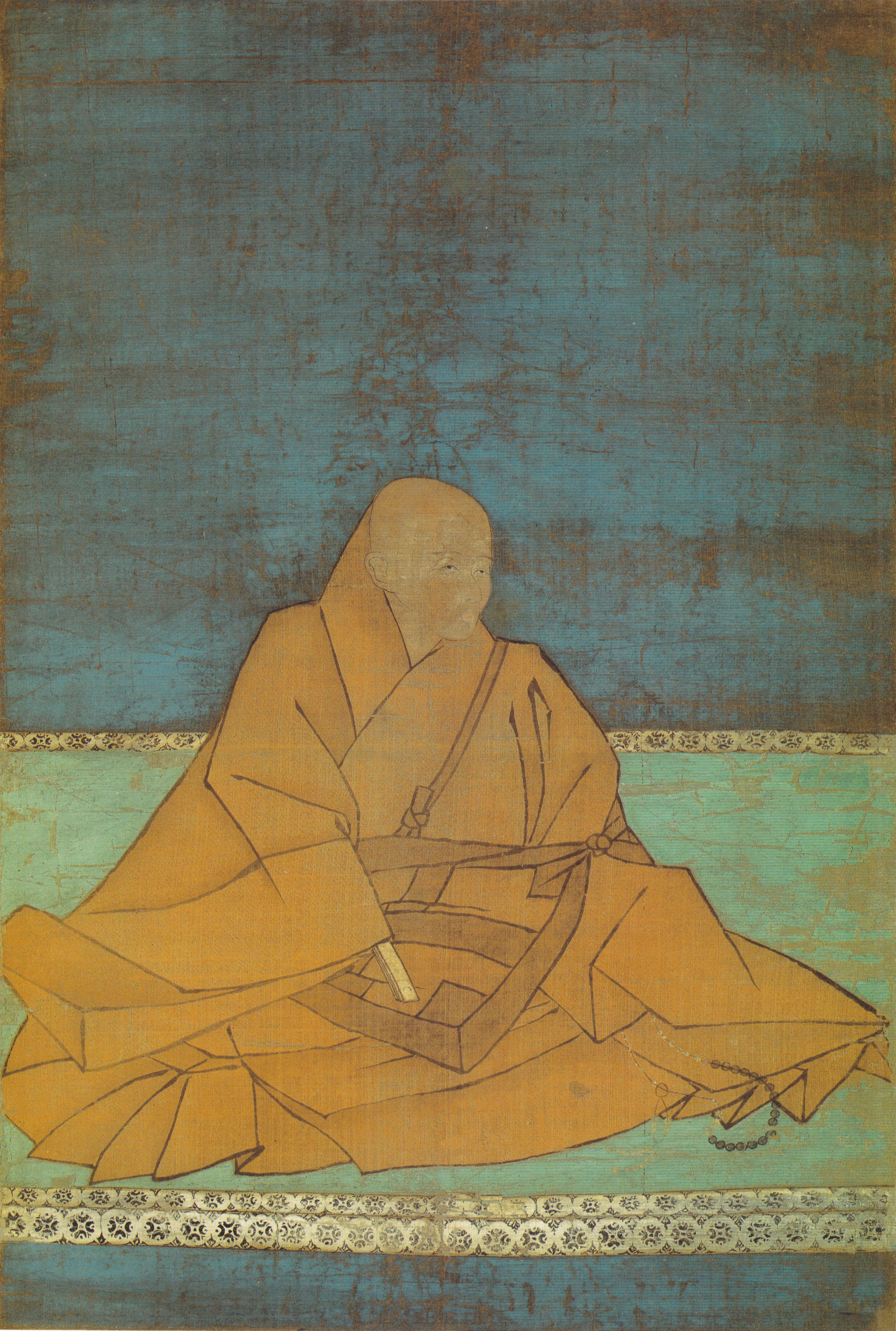
نگاره ای از هوجو

خاندان هوجو (شاخه کانه‌ساوا) (به ژاپنی: 金沢流北条氏) شاخه ای ازخاندان هوجو در دوره کاماکورا بود. این خاندان از دومین شیکن هوجو یوشیتوکی منشعب شد و مؤسس آن پنجمین  پسر او به نام  هوجو سانه‌یاسو (مرگ ۱۲۶۳ ) بود. بنیان‌گذار آن سانه‌یاسو بود، اما از آنجا که سانه‌یاسو در سنین جوانی راهب شد، نسل دوم، هوجو سانه‌توکی، که پایه و اساس خاندان را تشکیل داد، به عنوان نسل اول واقعی در نظر گرفته می شود. در واقع، این خاندان توسط خاندان توکوسو، رئیس و شعبه اصلی خاندان هوجو محافظت شد.